# 昭哀后
昭哀后，刘氏，为汉太上皇刘太公之女，汉高帝刘邦之姐。在刘邦建立汉朝，即位为皇帝前就已去世。刘邦即皇帝位后，追赠已经去世的姐姐为宣夫人。高当政时，前181年6月14日，宣夫人被升格追赠为昭哀后。昭哀后的母亲昭灵夫人刘媪、兄长武哀侯刘伯同时被追赠升格为昭灵后和武哀王，受到后世西汉皇帝的祭祀。